# Чемпионат мира по шорт-треку 1982
Чемпионат мира по шорт-треку 1982 года проходил с 4 по 5 апреля в Монктоне (Канада).

## Общий медальный зачёт
| Место         | Страна         | Золото | Серебро | Бронза | Всего |
| ------------- | -------------- | ------ | ------- | ------ | ----- |
| 1             | Канада         | 10     | 8       | 5      | 23    |
| 2             | Япония         | 0      | 1       | 1      | 2     |
| 3             | Нидерланды     | 0      | 1       | 0      | 1     |
| 4             | США            | 0      | 0       | 2      | 2     |
| 5-6           | Великобритания | 0      | 0       | 1      | 1     |
| 5-6           | Австралия      | 0      | 0       | 1      | 1     |
| Всего медалей | Всего медалей  | 10     | 10      | 10     | 30    |

## Медалисты

### Мужчины
| Дисциплина | Золото                                                                    | Серебро                                                                                  | Бронза                                                                          |
| ---------- | ------------------------------------------------------------------------- | ---------------------------------------------------------------------------------------- | ------------------------------------------------------------------------------- |
| Многоборье | Ги Деньо Канада                                                           | Гаэтан Буше Канада                                                                       | Луи Гренье Канада                                                               |
| 500 м      | Ги Деньо Канада                                                           | Гаэтан Буше Канада                                                                       | Луи Гренье Канада                                                               |
| 1000 м     | Ги Деньо Канада                                                           | Гаэтан Буше Канада                                                                       | Стюарт Хорспул Великобритания                                                   |
| 1500 м     | Ги Деньо Канада                                                           | Гаэтан Буше Канада                                                                       | Стив Меррифилд США                                                              |
| 3000 м     | Луи Гренье Канада                                                         | Ги Деньо Канада                                                                          | Стюарт Хорспул Великобритания                                                   |
| Эстафета   | Канада · Гаэтан Буше · Луи Гренье · Ги Деньо · Мишель Делиль · Луи Бариль | Нидерланды · Чарльз Велдховен · Гер Булсма · Тьерк Терпстра · Йоп Волверс · Менно Булсма | США · Дэвид Бестеман · Патрик Мур · Пол Джейкобс · Стив Меррифилд · Мартин Пирс |

### Женщины
| Дисциплина | Золото                                                                               | Серебро                                                                          | Бронза                                                               |
| ---------- | ------------------------------------------------------------------------------------ | -------------------------------------------------------------------------------- | -------------------------------------------------------------------- |
| Многоборье | Мариз Перро Канада                                                                   | Луиз Бежен Канада                                                                | Сильви Дэгль Канада                                                  |
| 500 м      | Сильви Дэгль Канада                                                                  | Мариз Перро Канада                                                               | Луиз Бежен Канада                                                    |
| 1000 м     | Мариз Перро Канада                                                                   | Сильви Дэгль Канада                                                              | Луиз Бежен Канада                                                    |
| 1500 м     | Мариз Перро Канада                                                                   | Луиз Бежен Канада                                                                | Мика Като Япония                                                     |
| 3000 м     | Луиз Бежен Канада                                                                    | Мариз Перро Канада                                                               | Мика Като Япония                                                     |
| Эстафета   | Канада · Сильви Дэгль · Мариз Перро · Луиз Бежен · Мари-Жозе Мартин · Натали Грондин | Япония · Эйко Сисии · Мика Като · Цугуми Ватанабэ · Миёси Като · Марико Киносита | Австралия · Ева Фабиан · Геил Эндекак · Джуди-Энн Байба · Дженни Вир |